# Jean Rameau
Jean Rameau eigentlich Laurent Labaigt (* 19. Februar 1858 in Gaas, Département Landes; † 21. Februar 1942 in Cauneille, Département Landes) war ein französischer Schriftsteller.

## Leben
Rameau stammte aus einfachen Verhältnissen. Als sich die politischen Verhältnisse nach dem Deutsch-Französischen Krieg wieder stabilisiert hatten, ging Rameau 1874 oder 1875 nach Paris. Er ließ sich im Quartier Latin nieder und fand dort auch bald Anschluss bei verschiedenen Künstler- bzw. Schriftstellervereinigungen.
Als Émile Goudeau am 11. Oktober 1878 die Gruppe Les Hydropathes gründete, war Rameau unter den ersten Mitgliedern. Zusammen mit Gleichgesinnten veröffentlichte Rameau auch viel in der gleichnamigen Zeitschrift Les Hydropathes.
Den Ersten Weltkrieg verbrachte Rameau in Paris. Nach Kriegsende änderten sich die Wünsche der Leser und Rameau war als Autor immer weniger gefragt. Er zog sich in den dreißiger Jahren mehr oder weniger ins Privatleben zurück und ließ sich in Cauneille nieder. Er starb 1942 und fand dort auch seine letzte Ruhestätte.

## Ehrungen
- die Rue Jean-Rameau in Biscarrosse (Département Landes) wurde ihm zu Ehren benannt
- die Avenue Jean-Rameau in Soorts-Hossegor (Département Landes) trägt seinen Namen
- der Place Jean-Rameau in Saint-Martin-de-Seignanx (Département Landes) wurde ihm zu Ehren benannt
- der Parc Jean-Rameau in Mont-de-Marsan (Département Landes) trägt ebenfalls seinen Namen

## Werke (Auswahl)
Autobiografisches
- Les aventures d’un poète. Mœurs du jour. Paris 1927.

Gedichte
- La lyre haute. Paris 1911.
- Badinages. Vieux poèmes. Paris 1939.
- Beauté. 101 poèmes. Paris 1950 (Posthum)

Romane
- La chevelure de Madeleine. Paris 1894.
  - deutsche Übersetzung unter dem Titel Das Magdalenenhaar (Autor. Uebers. aus d. Franz. v. Anna Dulk) in Engelhorns allgemeine Romanbibliothek 12.1895/96, Band 13/14
- Âme fleurie (1896)
  - deutsche Übersetzung unter dem Titel Die Letzten aus dem Hause Montberthier (Autoris. Übers. aus dem Französ. von F. Mangold) in Engelhorns allgemeine Romanbibliothek 15.1898/99, Band 25/26
- Le Cœur de Régine (1896)
- Les Féeries (1897)
- L'Ensorceleuse (1897)
- La Montagne d'or (1899)
- Plus que de l'amour (1899)
- Le Dernier Bateau (1900)
- Tendre folie (1901)
- La Vierge dorée (1901)
- Le Champion de Cythère (1901)
- La Belle des belles (1903)
- Le Roman de Marie (1903)
- La Jungle de Paris (1904)
  - deutsche Übersetzung unter dem Titel Die Nudelprinzessin (Autor. Übers. von Alwina Vischer) in Engelhorns allgemeine Romanbibliothek 21.1904/05, Band 25/26
- Zarette. Paris 1904.
- Brimborion. Paris 1905.
- Les chevaliers de l’au-delà. Paris 1905.
- Du crime à l’amour. Paris 1906 (illustriert von Charles Atamian)
- Petite mienne. Paris 1907.
- La fuseau d’or. Paris 1914.
- L’amour merveilleux. Paris 1921.
- L’ami des montagnes. Paris 1922.
- Le livre ardent. Paris 1924.

1. Aimer.
2. Contempler.
3. Rêver.
4. Se battre.

- Roman du bonheur. Paris 1926.
- La blonde et la Brune. Paris 1929.
- Celle qu’on adore. Paris 1929.
- La passion de Nadaline. Paris 1930.
- Flore. Paris 1932.